# Vin technologique
Un vin technologique est un vin produit par une vinification où les interventions humaines masquent sa typicité intrinsèque.

## Caractéristique
Les interventions technologiques sur un vin peuvent se décliner en des actions séparées, mais souvent combinées entre elles : soit par des additions œnologiques nombreuses (levurage avec des levures sélectionnées, sulfitage, acidification, chaptalisation, collage, ajout de tannins ou de copeaux de bois, etc.), soit par un élevage en fût intensif, soit par des traitements poussés (filtration, désalcoolisation, etc.).
Les vins technologiques se caractérisent par une standardisation organoleptique et une banalisation du goût pour le consommateur, mais ils ont l'avantage d'être exempts de défauts. Ces vins vont généralement à l'encontre des vins de terroir et des vins de cépage.

## Historique
Ces vins apparaissent à l'époque des grandes avancées de l'œnologie, dans les années 1980. Le contrôle de la vinification a fait l’essor des vins du Nouveau Monde, les qualifiants de vins technologiques à leurs débuts,,. Ces méthodes sont souvent reprises dans les domaines de production de masse, pour assurer une qualité moyenne mais constante, destinée à la grande consommation. L'avènement de l'informatique, et de l'intelligence artificielle dans les années 2010 voit un changement d'approche dans l'utilisation de la technologie, elle est alors utilisée pour mieux comprendre les vignobles et les vins, prendre des décisions, et optimiser les interventions humaines pour qu'elles soient minimales. Ces nouvelles méthodes technologiques et leurs objectifs s'opposent à la production de vins justement dits technologiques.